# Hermbstaedtia linearis
Hermbstaedtia linearis är en amarantväxtart som beskrevs av Schinz. Hermbstaedtia linearis ingår i släktet Hermbstaedtia och familjen amarantväxter. Inga underarter finns listade i Catalogue of Life.